# 경진호
경진호(慶珍浩, 1963년 6월 2일 ~ 1991년 11월 2일)는 대한민국의 성우이다.

## 활동
- 문예극장
- 실화극장

## 사망
1988년 KBS 21기 성우로 입사했다. 그런데 KBS 성우극회 명단에 이름도 없고 프로필도 매우 짧은데 이는 전속 기간 만료 이전에 불의의 교통사고로 요절했기 때문이다. 1991년 11월 2일 새벽 0시 40분경 친구들과 술을 마시고 귀가하기 위해 택시를 잡던 도중 음주운전을 하던 회색 쏘나타 승용차에 치여 의식불명에 빠진 후 사망하였다. 전속 기간 만료를 2개월 남기고 있었다.
뺑소니 운전자 김치수(1951년생,당시 40세)는 익명의 시민의 신고로 체포되었다.